# Chiquinho de Jesus
Francisco de Jesus, mais conhecido por Chiquinho de Jesus (São Paulo, 9 de maio de 1956) é um pugilista e atleta olímpico brasileiro, medalhista de bronze nos Jogos Pan-Americanos de 1979.
Competindo nas categorias peso-leve e meio-médio ligeiro, Chiquinho participou de duas olimpíadas (1976 e 1980).
Segundo o site BoxRec, tem um cartel de 26 vitórias, sendo nove por nocaute, e cinco derrotas. Já como amador, fez 112 lutas, e sofreu apenas 5 derrotas.

## Desempenho nos Jogos Olímpicos de 1980
Nos Jogos Olímpicos de Moscou 1980, Chiquinho foi até as quartas de final - depois de vencer duas lutas - e foi derrotado somente pelo cubano Armando Martinez, que acabou sendo o medalha de ouro.

## Conquistas e Honrarias
- 1973 - Campeão do Torneio Forja de Campeões
- 1979 - Melhor boxeador do Torneio Latinoamericano de Luna Park, na Argentina.
- 1981 - Vencedor do Torneio Forja de Campeões, promovida pelo jornal A Gazeta Esportiva
- 1981 - Título brasileiro do boxe profissional na categoria de médio ligeiro, após vencer Mario Martiniano.
- 1982 - Cinturão de Campeão do Campeonato Sul-Americano
- 1984 - Sexto lugar no ranking do Conselho Mundial de Boxe (CMB)